# Saurita clandestina
Saurita clandestina là một loài bướm đêm thuộc phân họ Arctiinae. Loài này được Zerny mô tả năm 1912. Loài này có ở Brasil (Rio de Janeiro).